# 창원문성대학교
창원문성대학교(昌原文星大學校, Changwon Moonsung University)는 경상남도 창원시에 위치한 전문대학이다.

## 연혁
1978년 12월 28일, 학교법인 문성학원에 의하여 창원여자전문대학이 설립되었다. 이듬해 3월 24일 개교하였다. 1980년 9월 13일, 창원경상전문대학으로 교명을 변경하였다. 1983년 9월 16일 창원전문대학으로 교명을 변경하였고, 2011년 1월 1일 창원문성대학으로 교명을 변경하였다. 2016년 1월 1일, 창원문성대학교로 교명을 변경하고 현재에 이르고 있다.

## 교육편제
창원문성대학교는 5개 학과로 편성하고 전문학사 학위 과정을 교수하고 있다. 이 중 간호학과는 학사 학위 과정으로 운영하고 있다.

## 캠퍼스 풍경
창원문성대학교는 경상남도 소재 사립 전문대학으로, 두대동에 그 캠퍼스가 소재한다. 캠퍼스 내에 약 16동의 건축물이 위치하고 있다. 캠퍼스 내, 동일 법인 소속 고등학교인 창원문성고등학교가 캠퍼스 서측에 위치해있다.

## 같이 보기
- 창원문성고등학교